# 格勒诺布尔站
格勒诺布尔站是法国的一个铁路车站，位于法國东南部城市，伊泽尔省省会格勒诺布尔。

## 位置
格勒诺布尔站位于法国东南部，格勒诺布尔市区的西部。车站大致呈南北走向，开口朝东，站外有大型停车场和有轨电车站点。车站西侧亦可进出。
除格勒诺布尔站外，格勒诺布尔城市圈范围内还有格勒诺布尔大学-耶尔站、埃希罗勒站等小型铁路客运车站或乘降所。

## 车站历史
格勒诺布尔站最初建于1858年。法国政府在为迎接1968年冬奥会而对格勒诺布尔站进行了大规模的翻新。

## 站台设置
| 西↑ |             |
|     | 侧式        |
| F道 |             |
| E道 |             |
|     | 岛式        |
| D道 |             |
| C道 |             |
|     | 岛式        |
| B道 |             |
| A道 |             |
|     | 侧式 主站房 |
| 东↓ |             |

长途汽车站

## 停靠线路
以下列车线路在格勒诺布尔站停靠：
| 格勒诺布尔站列车线路表                 |      |                              |                     |              |
| 线路                                   | 车种 | 上一站                       | 下一站              | 大致运行频率 |
| 巴黎—格勒诺布尔                        | TGV  | 巴黎里昂/里昂机场            | （终点）            | 每天8趟左右  |
| 阿讷西—马赛                            | TGV  | 尚贝里                       | 瓦朗斯TGV           | 每周3趟左右  |
| 里昂—格勒诺布尔                        | TER  | 瓦龙                         | （终点）            | 每天13趟左右 |
| 阿讷西/尚贝里/格勒诺布尔—瓦朗斯        | TER  | 格勒大学城/埃希罗勒/（起点） | 穆瓦朗              | 每天9趟左右  |
| 日内瓦—格勒诺布尔                      | TER  | 格勒大学城/埃希罗勒          | （终点）            | 每天1~4趟    |
| 阿讷西/尚贝里—格勒诺布尔               | TER  | 格勒大学城/埃希罗勒          | （终点）            | 每天7趟左右  |
| 圣安德烈-勒加兹/里沃—格勒诺布尔/大学城 | TER  | 沃雷普/圣埃格雷沃圣罗贝尔    | （终点）/格勒大学城 | 每天8趟左右  |
| 大学城/格勒诺布尔—圣马塞兰             | TER  | 格勒大学城/埃希罗勒/（起点） | 圣埃格雷沃圣罗贝尔  | 每天7趟左右  |
| 格勒诺布尔—克莱勒-芒斯/韦讷/加普       | TER  | （起点）                     | 勒蓬德克莱          | 每天9趟左右  |
| 1.                                     |      |                              |                     |              |

## 配套交通

### 长途客车
格勒诺布尔站对应的汽车站位于车站北侧，是一个开放式的长途汽车站，站内共有34个停车位。
| 停靠格勒诺布尔站的大巴车 |                             | |
| 上下车地点               | 运营单位                    | 主要线路及目的地 |
| 格勒诺布尔汽车站         | Isilines EUROLINES          | （法国及欧洲各地） |
| 格勒诺布尔汽车站         | Ouibus                      | （法国及欧洲各地 （页面存档备份，存于） |
| 格勒诺布尔汽车站         | Flixbus                     | - 巴黎方向：里昂 - 斯特拉斯堡方向：里昂 · 多勒 · 贝桑松 · 贝尔福 · 米卢斯 · 科尔马 - 布雷斯特方向：里昂 · 克莱蒙费朗 · 图尔 · 索米尔 · 昂热 · 南特 · 瓦讷 · 洛里昂 · 坎佩尔 - 波尔多方向：里昂 · 圣艾蒂安 · 克莱蒙费朗 · 佩里格 - 马赛方向：普罗旺斯地区艾克斯 - 威尼斯方向：都灵 · 米兰 · 帕多瓦 - 日内瓦方向：阿讷西 - 毕尔巴鄂方向：卡尔卡松 · 图卢兹 · 塔布 · 波城 · 巴约讷 · 比亚里茨 · 圣塞巴斯蒂安 - 穆尔萨方向：里昂 · 日沃尔 · 圣艾蒂安 · 克莱蒙费朗 · 于塞勒 · 蒂勒 · 布里夫 · 佩里格 · 蒙德马桑 · 达克斯 · 巴约讷 · 布尔戈斯 · 布拉干萨 · 米兰德拉 - 巴塞罗那方向：蒙彼利埃 · 佩皮尼昂 |
| 格勒诺布尔汽车站         | 伊泽尔省城际客运 TransIsère | Express 1 兰班 · 贝尔南 · 克罗勒 · 蒙博诺-圣马丹 · 圣埃格雷沃 · 穆瓦朗 · 库布勒维 · 拉比斯 · 瓦龙 Express 2 沃雷普 · 丰塔尼勒-科尔尼永 · 圣埃格雷沃 · 蒙博诺-圣马丹 · 多梅讷 · 维拉尔博诺 · 弗罗日 · 弗罗日附近勒尚 · 拉皮耶尔 · 唐桑 Express 3 埃希罗勒 · 勒蓬德克莱 · 尚帕涅 · 雅里 · 维济勒 3000 埃希罗勒 · 勒蓬德克莱 · 尚帕涅 · 雅里 · 维济勒 · 塞希利耶讷 · 利韦和加韦 · 瓦桑堡 4100 埃希罗勒 · 勒蓬德克莱 · 维济勒 · 拉夫雷 · 皮埃尔沙泰勒 · 叙斯维尔 · 拉米尔 · 博蒙地区圣洛朗 · 博蒙地区拉萨勒 · 圣吕斯 · 莱科特德科尔 · 科尔 4101 埃希罗勒 · 勒蓬德克莱 · 维济勒 · 拉夫雷 · 皮埃尔沙泰勒 · 拉米尔 · 博蒙地区圣洛朗 · 博蒙地区拉萨勒 · 圣吕斯 · 莱科特德科尔 · 科尔 · 加普 4110 埃希罗勒 · 勒蓬德克莱 · 德拉克河畔尚 · 圣乔治德科米耶 · 拉莫特达韦扬 · 皮埃尔沙泰勒 · 叙斯维尔 · 拉米尔 · 拉萨莱特法拉沃 4500 维夫 · 圣马丹德拉克吕兹 · 锡纳尔 · 莫内斯捷德克莱蒙 · 圣米歇尔莱波特 · 圣马丁德克莱勒 · 克莱勒 · 曼斯 6020 梅朗 · 蒙博诺-圣马丹 · 圣伊米耶 · 圣纳泽尔莱塞姆 · 贝尔南 · 克罗勒 6060 克罗勒 · 勒图韦 · 拉比西耶尔 · 蓬沙拉 · 沙帕雷扬 · 尚贝里 6200 蒙博诺-圣马丹 · 拉皮耶尔 · 唐桑 · 贡斯兰 · 克雷昂贝勒多讷 · 阿勒瓦尔 |
| 格勒诺布尔汽车站         | ZOU!                        | 31 比埃什河畔阿斯普尔 · 锡斯特龙 · 迪涅莱班 · 阿诺 · 尼斯 35 瓦桑堡 · 布里扬松 |
| 格勒诺布尔汽车站         | Car TER                     | （当某条铁路线施工或罢工时，SNCF可能也会提供途径该线路沿途站点的大巴车） |
| 1. 2. 3. 4.              |                             | |

### 城市公共交通
| tag 格勒诺布尔站附近的市内公共交通线路 |                                  |                                                                                            |
| 公交车站名称                           | 位置                             | 停靠线路                                                                                   |
| 火车站                                 | 格勒诺布尔站南侧 有轨电车站      | A 枫丹-勒波亚 ↔ 埃希罗勒-但尼·帕潘 B 格勒诺布尔-半岛 ↔ 耶尔-体育公园                       |
| 火车站                                 | 格勒诺布尔站北侧 埃米莉·盖马尔路 | C1 格勒诺布尔-让·马塞城 ↔ 格勒诺布尔-莫佩尔蒂 26 格勒诺布尔-火车站 ↔ 圣乔治德科米耶-火车站 |
| 1. 2.                                  |                                  |                                                                                            |

## 临近车站
| 格勒诺布尔站（Gare de Grenoble） |                         |                      |
| 上行车站                         | 线路                    | 下行车站             |
| 圣埃格雷沃圣罗贝尔站 6.3km ←     | 里昂－马赛铁路          | 勒蓬德克莱站 → 7.6km |
| （起点）                         | 格勒诺布尔—蒙梅利扬铁路 | 埃希罗勒站 → 4.7km   |
| - 本表仅显示运营中的线路及车站   |                         |                      |